# Carol Linssen
Carol Marie (Carol) Linssen (Utrecht, 6 januari 1941) is een Nederlands acteur.
Linssen studeerde in 1962 cum laude af aan de Amsterdamse Theaterschool, waarvoor hij de Top Naeff Prijs ontving. Hij speelde bij diverse gezelschappen, waaronder Toneelgroep Centrum, Toneelgroep Theater en de Nieuwe Komedie. In de herfst van 1971 richtte Linssen samen met regisseur Erik Vos en acteurs Christine Ewert, Do van Stek en Peter van der Linden Toneelgroep De Appel op, waar hij tot en met 2002 regelmatig speelde. In 1977 werd Linssen bekroond met de Louis d'Or voor zijn rol als Nikolaj in de voorstelling Witte nachten bij Stichting Theaterunie.
Linssen is ook actief geweest als regisseur en docent drama aan de Arnhemse toneelschool. Hij ontwerpt theaterstukken met een onderzoekend en experimenteel karakter en zoekt hierin vaak naar de verbinding tussen theater en muziek.
Sinds 1966 is Carol Linssen gehuwd met de actrice Christine Ewert. Samen zijn zij de ouders van filmrecensent Dana Linssen (die ook les geeft op toneelschool Arnhem) en actrice Judith Linssen.